# Wetlands International
Wetlands International es una organización mundial que trabaja para mantener y restaurar los humedales y sus recursos para la gente y la naturaleza . Es una organización global independiente, sin fines de lucro, apoyada por miembros gubernamentales y de ONGs de todo el mundo.
Con sede principalmente en países en vías de desarrollo, tiene 20 oficinas regionales, nacionales o de proyectos en todos los continentes y una oficina central en Ede, Países Bajos . La ONG trabaja en más de 100 países y en diferentes escalas para abordar los problemas que afectan a los humedales. Con el apoyo de docenas de socios gubernamentales, de ONGs y corporativos, financia alrededor de 80 proyectos.
El trabajo de Wetlands International abarca desde la investigación y los proyectos de campo basados en la comunidad hasta la promoción y el compromiso con los gobiernos, foros y convenciones de políticas corporativas e internacionales. Wetlands International trabaja a través de asociaciones y cuenta con el apoyo de las contribuciones de una amplia red de expertos y miles de voluntarios.

## Historia
Fue fundada en 1937 como Investigación Internacional sobre Aves Silvestres y la organización se centró en la protección de las aves acuáticas . Más tarde, el nombre se convirtió en Oficina Internacional de Investigación de Aves Acuáticas y Humedales ( IWRB ). El alcance se hizo más amplio; además de las aves acuáticas, la organización trabajaba también en la protección de áreas de humedales.
Posteriormente, surgieron organizaciones con objetivos similares en Asia y las Américas: la Oficina de Humedales Asiáticos (AWB) (iniciada como INTERWADER en 1983) y Humedales para las Américas (WA) (iniciada en 1989). En 1991, las tres organizaciones comenzaron a trabajar en estrecha colaboración.
En 1995, la relación de trabajo se convirtió en la organización mundial Wetlands International.
Wetlands International trabaja en muchas áreas temáticas en todo el mundo, incluidos los vínculos entre las turberas y el cambio climático, así como los humedales y la migración de aves acuáticas, basándose en una amplia investigación y en proyectos de campo. Coordina el Censo Internacional de Aves Acuáticas, un proyecto de ciencia ciudadana a gran escala con décadas de datos.

## Áreas clave de trabajo
Actualmente, Wetlands International tiene cuatro áreas de trabajo principales, que son:

### Turberas
El trabajo de las turberas de Wetlands International se centra en Eurasia y el sureste de Asia. Donde se estudian los bosques de turberas de Kalimantan Central y se trabaja particularmente para la mitigación del cambio climático. El proyecto "Restauración de turberas en Rusia" es un esfuerzo conjunto con el gobierno y la Universidad de Greifeswald, y fue reconocido por la CMNUCC con un premio "Momentum for Change" en 2017, por almacenar hasta 200.000 toneladas de CO2e de emisiones de carbono cada año al rehumedecer las turberas y prevenir incendios. 
En las turberas severamente degradadas de Kalimantan Central (Indonesia), los canales de drenaje y la tala han tenido impactos desastrosos en un intento de convertir las turberas, inadecuadas para el cultivo, en campos de arroz . Al construir pequeñas presas y bloques, se detuvo el drenaje del área, evitando una mayor oxidación del suelo de turba. Luego, el área fue reforestada con especies de árboles nativos y brigadas de bomberos de la comunidad para evitar el enorme problema que implican los incendios de turba en la isla.

### Pantanos de Ruoergai en China
El trabajo anterior en China incluyó las marismas de Ruoerga y un nuevo trabajo está analizando la ruta de aves migratorias del Mar Amarillo / Bohai. La escorrentía de los glaciares del Himalaya hacia las tierras bajas de China es regulada y almacenada en las marismas de Ruoergai. La oficina de Wetlands International China trabajó para que esta turbera fuera declarada sitio Ramsar, dando al gobierno chino la obligación de proteger el área. Además, debido al trabajo con las autoridades chinas locales para medir el impacto de las diferentes alternativas de gestión, la extracción de turba y el drenaje ya no están permitidos en Ruoergai y los condados vecinos. Esto también conduce a un mejor suministro de agua al río Amarillo y al río Yangtze .

### Turberas de Tierra del Fuego, Argentina
En Tierra del Fuego, Argentina, la oficina de Wetlands International para América Latina creó conciencia sobre el uso sostenible de las turberas desde el nivel local hasta el nacional, lo que ha contribuido a su protección.

### Humedales costeros
Los humedales costeros, como los manglares y los arrecifes de coral, reducen el impacto de las tormentas. Los manglares pueden incluso hacer frente al aumento del nivel del mar y brindar protección contra los impactos de las olas.

### Regiones de tierras secas
En las regiones de tierras secas como el África subsahariana, la disminución de las precipitaciones y las sequías más prolongadas aumentan la ya enorme importancia de los humedales del Sahel y, al mismo tiempo, amenazan con la sobreexplotación de estas áreas.
Wetlands International trabaja en Mali para mejorar los medios de vida y el suministro de agua de las comunidades del delta interior del Níger en un clima cambiante.

### Biodiversidad y aves acuáticas
Wetlands International trabaja para proteger y restaurar la rica biodiversidad de los humedales. Millones de aves acuáticas dependen de humedales como marismas, lagos y zonas costeras. Wetlands International coordina un censo internacional de aves acuáticas Archivado el 9 de marzo de 2021 en Wayback Machine. en la mayoría de los países del mundo fuera de los EE. UU., Donde se aproxima al Conteo de Aves Navideño realizado por la Sociedad Audubon . El censo se realiza en 143 países, divididos en cinco regiones, visitando 15.000 sitios durante 60 años.

#### Promoción de la protección de los humedales a lo largo de las rutas migratorias de las aves acuáticas
Wetlands International promueve el establecimiento de redes ecológicas de los humedales protegidos, bien gestionados, a lo largo de las principales rutas de vuelo migratorio de aves acuáticas . Estos humedales proporcionan un paso intermedio para las aves acuáticas migratorias; crucial para su supervivencia. Wetlands International apoya los acuerdos gubernamentales internacionales para crear estas redes.